# Pseudonapomyza insularis
Pseudonapomyza insularis este o specie de muște din genul Pseudonapomyza, familia Agromyzidae, descrisă de Zlobin în anul 1993. Conform Catalogue of Life specia Pseudonapomyza insularis nu are subspecii cunoscute.